# Bilel Douissa
Bilel Ben Douissa – tunezyjski zapaśnik walczący w stylu wolnym. Zajął szesnaste miejsce na mistrzostwach świata w 2011. Srebrny medalista mistrzostw Afryki w 2011 i brązowy w 2010. Trzeci na igrzyskach panarabskich w 2011. Mistrz Afryki juniorów w 2009 roku.